# Ford Trimotor
Dimensions
Le Ford Trimotor est un avion civil trimoteur construit par la société Ford dans les années 1920.

## Historique
C'est lorsque la société Ford rachète en 1925 la Stout Metal Airplane Company pour se diversifier dans l'aéronautique que l'étude de cet avion est lancée. Le prototype vole pour la première fois le 11 juin 1926. C'est un monoplan à aile haute entièrement métallique. Son revêtement est constitué par une tôle ondulée d'aluminium. On lui donne rapidement le surnom d’Oiseau en fer blanc (Tin goose).

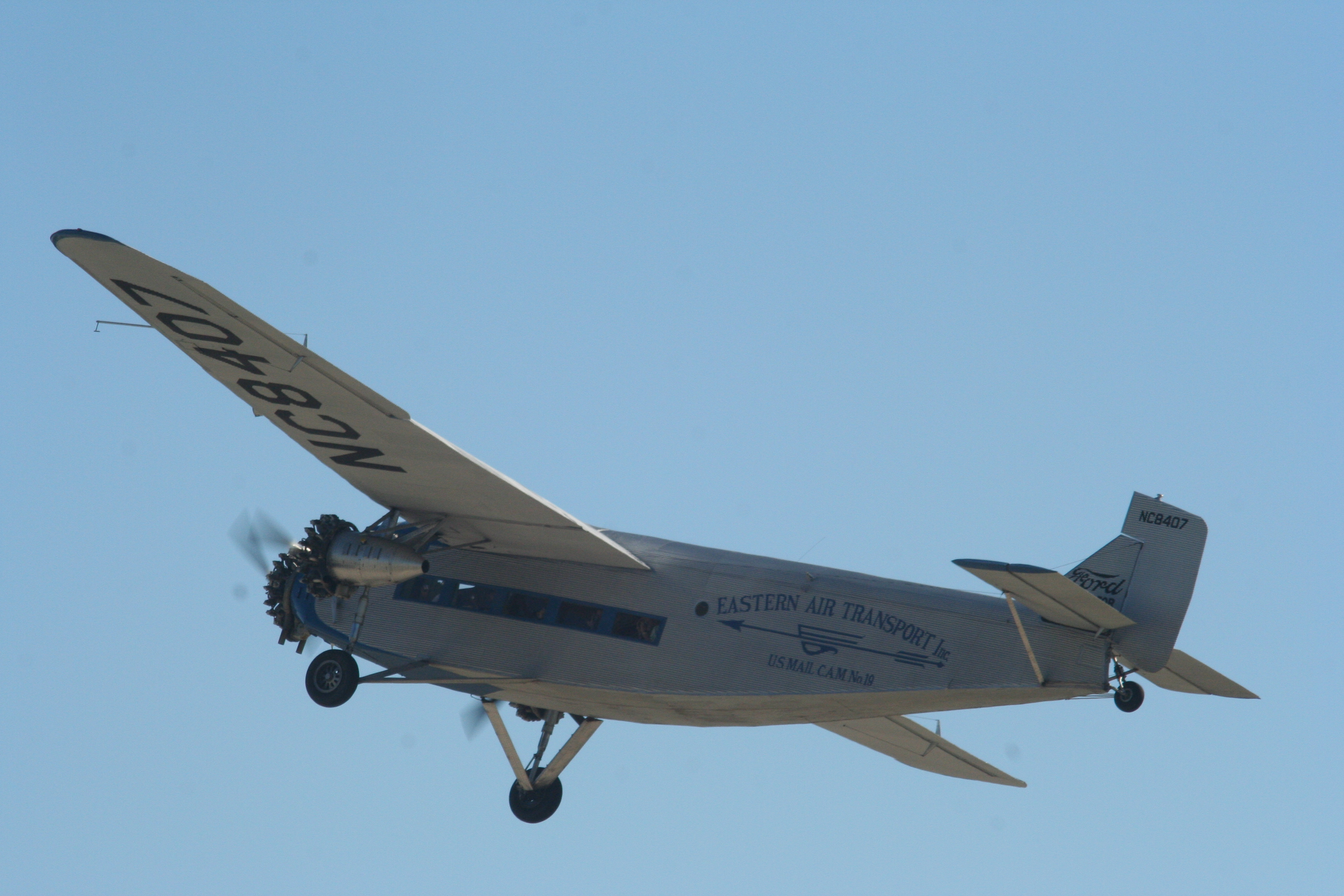
2005. Ford Trimotor exploité par l'Experimental Aircraft Association.

L'appareil est construit en 199 exemplaires entre 1926 et 1933 et pratiquement toutes les compagnies aériennes américaines l'adoptent. Même la Chine en achète à des fins militaires. Un exploit remarquable est celui du vol de Richard Byrd au-dessus du pôle Sud sur un trimotor baptisé Floyd Bennett lors de son expédition en Antarctique le 29 novembre 1929.
L'utilisation de certains de ces avions se prolonge après la Seconde Guerre mondiale, mais surtout leur formule est reprise plusieurs années après par nombre d'autres réalisations comme le Fokker F.VII, le Junkers Ju 52, le Wibault 280T, le Bloch MB.120, le SIAI-Marchetti SM71 ou le Caproni Ca 132.
Il ne reste que trois Ford Trimotor en service commercial, l'un exploité par le service touristique Grand Canyon Scenic Airlines (en) dans le Grand Canyon du Colorado et deux  par l'Experimental Aircraft Association (EAA) : un modèle 4-AT-E racheté par l’association après un crash (aux couleurs de l'Eastern Air Transport) et un modèle 5-AT-B (aux couleurs de la  Transcontinental Air Transport, TAT), propriété du Liberty Aviation Museum, qui assurent de courts vols touristiques aux États-Unis.
Un exemplaire de 1929, immatriculé  N 9651 est apparu dans plusieurs films, notamment Indiana Jones et le Temple maudit.

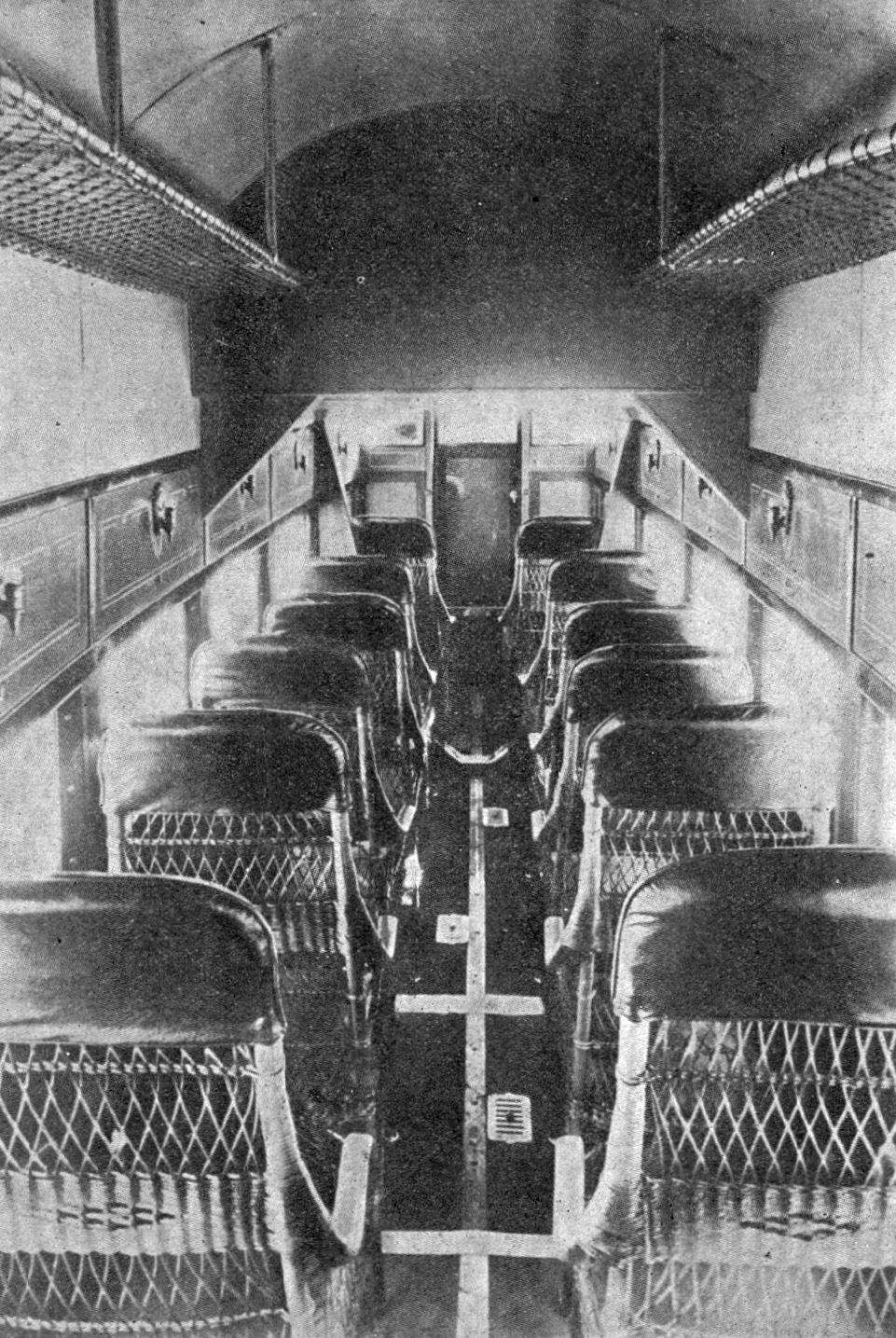
Cabine passagers d'un Ford Trimotor (photo publié en 1929).
- Sons des moteurs (55 secondes).
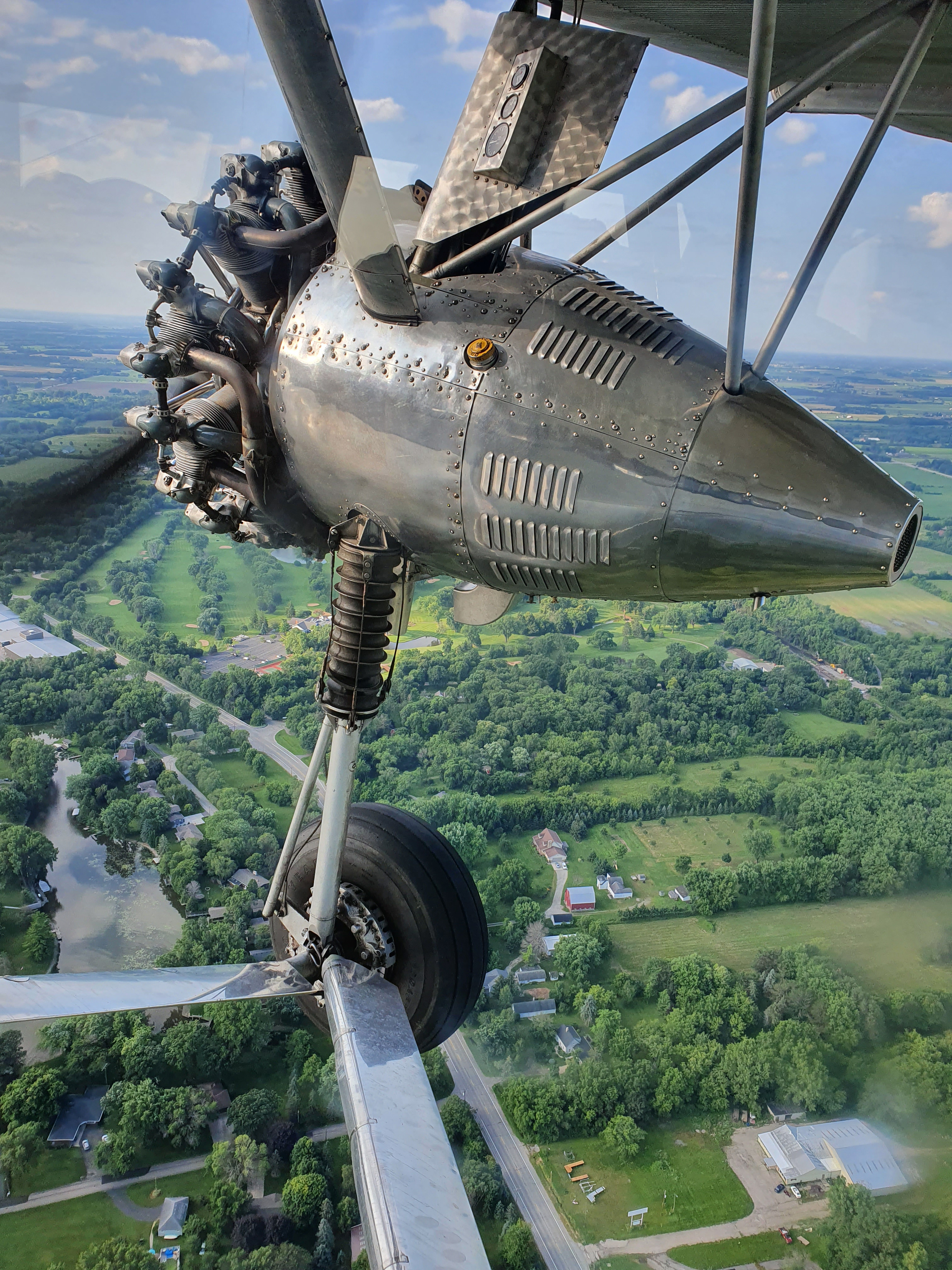
Détail d'un Ford Trimotor en vol.